# رواء رمان
رواء رمان ( 1993) هي سياسية أمريكية من أصول فلسطينية، ولدت في الأردن لعائلة فلسطينية لاجئة. هاجرت مع عائلتها إلى الولايات المتحدة عندما كانت في السابعة من عمرها، واستقرت في ولاية جورجيا.

## تعليمها
حصلت رواء على درجة البكالوريوس في العلوم السياسية من جامعة أوغلثورب في عام 2015، ثم نالت درجة الماجستير في السياسات العامة من كلية ماكورت للسياسة العامة بجامعة جورج تاون عام 2019.

## حياتها المهنية
عملت رمان في شركة ديلويت كمستشار أول. شاركت في السياسة المحلية ومجموعات المشاركة المدنية منذ عام 2014 وشاركت في تأسيس مركز متطوعي جورجيا في عام 2020، والذي درب آلاف المتطوعين لدعم انتخابات الإعادة مجلس الشيوخ في جورجيا.
في يناير 2022، أعلنت ترشحها كعضو في مجلس النواب في جورجيا عن المنطقة 97، ركزت حملتها الإنتخابية على قضايا التعليم، والرعاية الصحية، والعدالة الإجتماعية. تعتبر أول امرأة فلسطينية ومسلمة تُنتخب لعضوية المجلس.